# 聖瑪爾定主教座堂 (羅滕堡)

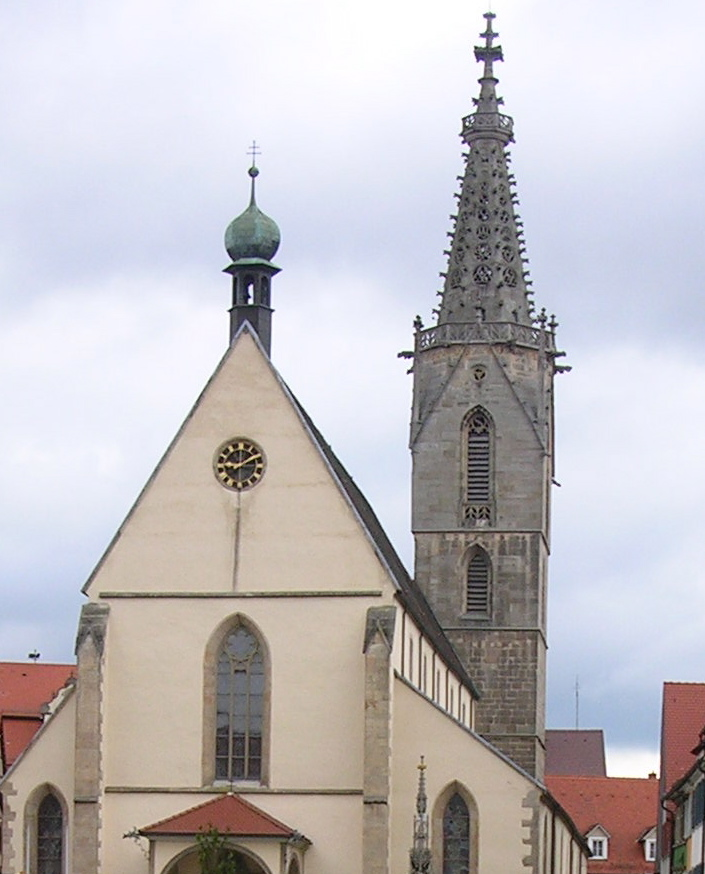
聖瑪爾定主教座堂

聖瑪爾定主教座堂（Dom St. Martin）是天主教罗滕堡-斯图加特教区的主教座堂，位于德国內卡河畔羅滕堡，供奉都爾的聖瑪爾定。该教区另在斯图加特设副主教座堂，聖埃伯哈德主教座堂.